# Agrotis bombycia
Agrotis bombycia là một loài bướm đêm trong họ Noctuidae.